# Fußball-Club Energie Cottbus 2008-2009
Questa voce raccoglie le informazioni riguardanti il Fußball-Club Energie Cottbus nelle competizioni ufficiali della stagione 2008-2009.

## Stagione
Nella stagione 2008-2009 l'Energie Cottbus, allenato da Bojan Prašnikar, concluse il campionato di Bundesliga al 16º posto, perse i play-out con il Norimberga e retrocesse in 2. Bundesliga. In Coppa di Germania l'Energie Cottbus fu eliminato agli ottavi di finale dal Bayer Leverkusen.

## Rosa
| N. |                                 | Ruolo | Calciatore         |
| -- | ------------------------------- | ----- | ------------------ |
| 23 | Bosnia ed Erzegovina (bandiera) | P     | Tomislav Piplica   |
| 1  | Germania (bandiera)             | P     | Gerhard Tremmel    |
| 35 | Turchia (bandiera)              | D     | Çağdaş Atan        |
| 15 | Germania (bandiera)             | D     | Alexander Bittroff |
| 27 | Romania (bandiera)              | D     | Ovidiu Burcă       |
| 33 | Croazia (bandiera)              | D     | Mario Cvitanović   |
| 2  | Germania (bandiera)             | D     | Thomas Franke      |
| 36 | Germania (bandiera)             | D     | Peter Hackenberg   |
| 18 | Polonia (bandiera)              | D     | Łukasz Kanik       |
| 21 | Montenegro (bandiera)           | D     | Savo Pavičević     |
| 28 | Bosnia ed Erzegovina (bandiera) | D     | Ivan Radeljić      |
| 25 | Rep. Ceca (bandiera)            | D     | Jan Rajnoch        |
| 6  | Brasile (bandiera)              | D     | Vragel da Silva    |
| 17 | Germania (bandiera)             | D     | Daniel Ziebig      |
| 4  | Bulgaria (bandiera)             | C     | Stanislav Angelov  |
| 5  | Polonia (bandiera)              | C     | Mariusz Kukiełka   |
| 16 | Germania (bandiera)             | C     | Marco Kurth        |

| N. |                      | Ruolo | Calciatore              |
| -- | -------------------- | ----- | ----------------------- |
| 31 | Germania (bandiera)  | C     | Michael Lerchl          |
| 37 | Germania (bandiera)  | C     | Christian Müller        |
| 10 | Croazia (bandiera)   | C     | Stiven Rivić            |
| 7  | Germania (bandiera)  | C     | Timo Rost               |
| 20 | Cina (bandiera)      | C     | Shao Jiayi              |
| 13 | Albania (bandiera)   | C     | Ervin Skela             |
| 29 | Danimarca (bandiera) | C     | Dennis Sørensen         |
| 14 | Serbia (bandiera)    | C     | Dušan Vasiljević        |
| 32 | Brasile (bandiera)   | A     | Adi Rocha               |
|    | Brasile (bandiera)   | A     | Franklin Bittencourt    |
| 11 | Serbia (bandiera)    | A     | Ivica Iliev             |
| 30 | Serbia (bandiera)    | A     | Branko Jelić            |
| 9  | Romania (bandiera)   | A     | Emil Jula               |
| 26 | Germania (bandiera)  | A     | Nils Petersen           |
| 8  | Bulgaria (bandiera)  | A     | Dimităr Rangelov        |
| 19 | Germania (bandiera)  | A     | Marc-Philipp Zimmermann |

## Organigramma societario
Area tecnica
- Allenatore: Bojan Prašnikar
- Allenatore in seconda: Matthias Grahé, Guido Hoffmann
- Preparatore dei portieri: Antonio Ananiev
- Preparatori atletici:

## Risultati

### Bundesliga

#### Girone di andata
| Arbitro: | Winkmann |

|  |           |                          |
|  | Marcatori | 16’, 76’ Ibišević 54’ Ba |

| Hannover 22 agosto 2008, ore 20:30 CEST 2ª giornata | Hannover 96 | 0 – 0 referto | Energie Cottbus | AWD-Arena (34 636 spett.)\| Arbitro: \| Sippel \| |
| Arbitro:                                            | Sippel      |               |                 |                                                   |

| Arbitro: | Perl |

|  |           |             |
|  | Marcatori | 45’ Subotić |

| Arbitro: | Fandel |

|                                 |           |  |
| Diego 75’ Frings 80’ Sanogo 83’ | Marcatori |  |

| Arbitro: | Meyer |

|              |           |           |
| Sørensen 13’ | Marcatori | 48’ Yahia |

| Arbitro: | Aytekin |

|  |           |           |
|  | Marcatori | 13’ Jelić |

| Arbitro: | Schmidt |

|           |           |                     |
| Jelić 74’ | Marcatori | 54’ Olić 90’ Petrić |

| Arbitro: | Brych |

|               |           |  |
| Novakovič 39’ | Marcatori |  |

| Arbitro: | Kircher |

|                  |           |                                      |
| Rangelov 8’, 15’ | Marcatori | 38’ Fink 68’ Fenin 74’ Lymperopoulos |

| Arbitro: | Rafati |

|                |           |              |
| Wichniarek 62’ | Marcatori | 30’ Rangelov |

| Arbitro: | Weiner |

|  |           |                           |
|  | Marcatori | 80’ Westermann 90’ Farfán |

| Arbitro: | Wagner |

|                              |           |  |
| Grafite 36’ (rig.), 55’, 80’ | Marcatori |  |

| Arbitro: | Stark |

|           |           |  |
| Jelić 80’ | Marcatori |  |

| Arbitro: | Kempter |

|                                              |           |           |
| Ribéry 29’ Demichelis 38’ Klose 54’ Toni 59’ | Marcatori | 25’ Skela |

| Arbitro: | Sippel |

|             |           |                                          |
| Gohouri 60’ | Marcatori | 18’ (aut.) Bradley 50’ Sørensen 85’ Jula |

| Arbitro: | Drees |

|  |           |                                  |
|  | Marcatori | 4’ Hilbert 63’ Šimák 68’ Khedira |

| Arbitro: | Wagner |

|            |           |          |
| Rolfes 77’ | Marcatori | 90’ Shao |

#### Girone di ritorno
| Arbitro: | Gräfe |

|                   |           |  |
| Ba 28’ Sanogo 63’ | Marcatori |  |

| Arbitro: | Gagelmann |

|                               |           |                 |
| Rangelov 39’, 69’ Angelov 74’ | Marcatori | 82’ Fahrenhorst |

| Arbitro: | Sippel |

|                 |           |          |
| Frei 36’ (rig.) | Marcatori | 31’ Atan |

| Arbitro: | Seemann |

|                        |           |             |
| Iliev 51’ Rangelov 90’ | Marcatori | 46’ Almeida |

| Arbitro: | Schmidt |

|                                          |           |                   |
| Epalle 12’ Fuchs 54’ Pfertzel 79’ (rig.) | Marcatori | 2’ Iliev 50’ Jula |

| Arbitro: | Fleischer |

|          |           |                       |
| Atan 22’ | Marcatori | 34’, 45’, 88’ Voronin |

| Arbitro: | Aytekin |

|                         |           |  |
| Olić 32’ Trochowski 39’ | Marcatori |  |

| Arbitro: | Brych |

|  |           |                           |
|  | Marcatori | 51’, 56’ (rig.) Novakovič |

| Arbitro: | Gagelmann |

|                                         |           |                     |
| Lymperopoulos 15’ (rig.) Steinhöfer 51’ | Marcatori | 11’ (rig.) Rangelov |

| Arbitro: | Wagner |

|                          |           |              |
| Rangelov 44’ Angelov 60’ | Marcatori | 48’ Munteanu |

| Arbitro: | Weiner |

|                                              |           |  |
| Pander 4’ Altıntop 23’ Jones 60’ Kurányi 88’ | Marcatori |  |

| Arbitro: | Fleischer |

|                        |           |  |
| Rangelov 72’ Skela 86’ | Marcatori |  |

| Karlsruhe 2 maggio 2009, ore 15:30 CEST 30ª giornata | Karlsruhe | 0 – 0 referto | Energie Cottbus | Wildparkstadion (27 311 spett.)\| Arbitro: \| Winkmann \| |
| Arbitro:                                             | Winkmann  |               |                 |                                                           |

| Arbitro: | Kircher |

|           |           |                                      |
| Iliev 44’ | Marcatori | 23’ Sosa 63’ Demichelis 66’ Podolski |

| Arbitro: | Meyer |

|  |           |           |
|  | Marcatori | 90’ Dante |

| Arbitro: | Aytekin |

|                            |           |  |
| Hitzlsperger 19’ Cacau 78’ | Marcatori |  |

| Arbitro: | Stark |

|                         |           |  |
| Jula 50’, 69’ Rivić 64’ | Marcatori |  |

#### Play-out
| Arbitro: | Meyer |

|  |           |                            |
|  | Marcatori | 13’, 89’ Boakye 56’ Eigler |

| Arbitro: | Kinhöfer |

|                       |           |  |
| Eigler 29’ Mintál 37’ | Marcatori |  |

### Coppa di Germania
| Arbitro: | Hartmann |

|  |           |                             |
|  | Marcatori | 20’, 72’ Rangelov 28’ Jelić |

| Arbitro: | Kempter |

|                                                  |           |  |
| Rangelov 42’ (rig.) Skela 73’ (rig.), 89’ (rig.) | Marcatori |  |

| Arbitro: | Stark |

|                                   |           |           |
| Helmes 12’ Kadlec 29’ Augusto 43’ | Marcatori | 90’ Skela |

## Statistiche

### Statistiche di squadra
| Competizione      | Punti | In casa | In casa | In casa | In casa | In casa | In casa | In trasferta | In trasferta | In trasferta | In trasferta | In trasferta | In trasferta | Totale | Totale | Totale | Totale | Totale | Totale | DR  |
| Competizione      | Punti | G       | V       | N       | P       | Gf      | Gs      | G            | V            | N            | P            | Gf           | Gs           | G      | V      | N      | P      | Gf     | Gs     | DR  |
| ----------------- | ----- | ------- | ------- | ------- | ------- | ------- | ------- | ------------ | ------------ | ------------ | ------------ | ------------ | ------------ | ------ | ------ | ------ | ------ | ------ | ------ | --- |
| Bundesliga        | 30    | 17      | 6       | 1       | 10      | 19      | 27      | 17           | 2            | 5            | 10           | 11           | 30           | 34     | 8      | 6      | 20     | 30     | 57     | -27 |
| Play-out          | -     | 1       | 0       | 0       | 1       | 0       | 3       | 1            | 0            | 0            | 1            | 0            | 2            | 2      | 0      | 0      | 2      | 0      | 5      | -5  |
| Coppa di Germania | -     | 1       | 1       | 0       | 0       | 3       | 0       | 2            | 1            | 0            | 1            | 4            | 3            | 3      | 2      | 0      | 1      | 7      | 3      | +4  |
| Totale            | -     | 19      | 7       | 1       | 11      | 22      | 30      | 20           | 3            | 5            | 12           | 15           | 35           | 39     | 10     | 6      | 23     | 37     | 65     | -28 |

### Andamento in campionato
| Giornata  | 1  | 2  | 3  | 4  | 5  | 6  | 7  | 8  | 9  | 10 | 11 | 12 | 13 | 14 | 15 | 16 | 17 | 18 | 19 | 20 | 21 | 22 | 23 | 24 | 25 | 26 | 27 | 28 | 29 | 30 | 31 | 32 | 33 | 34 |
| --------- | -- | -- | -- | -- | -- | -- | -- | -- | -- | -- | -- | -- | -- | -- | -- | -- | -- | -- | -- | -- | -- | -- | -- | -- | -- | -- | -- | -- | -- | -- | -- | -- | -- | -- |
| Luogo     | C  | T  | C  | T  | C  | T  | C  | T  | C  | T  | C  | T  | C  | T  | T  | C  | T  | T  | C  | T  | C  | T  | C  | T  | C  | T  | C  | T  | C  | T  | C  | C  | T  | C  |
| Risultato | P  | N  | P  | P  | N  | V  | P  | P  | P  | N  | P  | P  | V  | P  | V  | P  | N  | P  | V  | N  | V  | P  | P  | P  | P  | P  | V  | P  | V  | N  | P  | P  | P  | V  |
| Posizione | 17 | 16 | 17 | 18 | 18 | 17 | 17 | 17 | 18 | 18 | 18 | 18 | 18 | 18 | 15 | 16 | 16 | 17 | 15 | 16 | 14 | 16 | 16 | 17 | 17 | 17 | 17 | 17 | 15 | 15 | 17 | 17 | 17 | 16 |

Legenda:

Luogo: C = Casa; T = Trasferta. Risultato: V = Vittoria; N = Pareggio; P = Sconfitta.

### Statistiche dei giocatori
| Giocatore      | Bundesliga | Bundesliga | Bundesliga  | Bundesliga | Play-out | Play-out | Play-out    | Play-out   | Coppa di Germania | Coppa di Germania | Coppa di Germania | Coppa di Germania | Totale   | Totale | Totale      | Totale     |
| Giocatore      | Presenze   | Reti       | Ammonizioni | Espulsioni | Presenze | Reti     | Ammonizioni | Espulsioni | Presenze          | Reti              | Ammonizioni       | Espulsioni        | Presenze | Reti   | Ammonizioni | Espulsioni |
| -------------- | ---------- | ---------- | ----------- | ---------- | -------- | -------- | ----------- | ---------- | ----------------- | ----------------- | ----------------- | ----------------- | -------- | ------ | ----------- | ---------- |
| T. Piplica     | -          | -          | -           | -          | -        | -        | -           | -          | -                 | -                 | -                 | -                 | -        | -      | -           | -          |
| G. Tremmel     | 34         | 0          | 4           | 0          | 2        | 0        | 0           | 0          | 3                 | 0                 | 0                 | 0                 | 39       | 0      | 4           | 0          |
| Ç. Atan        | 28         | 2          | 10          | 0          | 2        | 0        | 2           | 0          | 2                 | 0                 | 0                 | 0                 | 32       | 2      | 12          | 0          |
| A. Bittroff    | -          | -          | -           | -          | -        | -        | -           | -          | -                 | -                 | -                 | -                 | -        | -      | -           | -          |
| O. Burcă       | 7          | 0          | 0           | 0          | 1        | 0        | 1           | 0          | -                 | -                 | -                 | -                 | 8        | 0      | 1           | 0          |
| M. Cvitanović  | 23         | 0          | 3           | 0          | 1        | 0        | 0           | 0          | 3                 | 0                 | 0                 | 0                 | 27       | 0      | 3           | 0          |
| T. Franke      | -          | -          | -           | -          | -        | -        | -           | -          | -                 | -                 | -                 | -                 | -        | -      | -           | -          |
| P. Hackenberg  | -          | -          | -           | -          | -        | -        | -           | -          | -                 | -                 | -                 | -                 | -        | -      | -           | -          |
| Ł. Kanik       | -          | -          | -           | -          | -        | -        | -           | -          | -                 | -                 | -                 | -                 | -        | -      | -           | -          |
| S. Pavičević   | 24         | 0          | 2           | 0          | 2        | 0        | 0           | 0          | 3                 | 0                 | 0                 | 0                 | 29       | 0      | 2           | 0          |
| I. Radeljić    | 26         | 0          | 2           | 0          | 2        | 0        | 0           | 0          | 1                 | 0                 | 0                 | 0                 | 29       | 0      | 2           | 0          |
| J. Rajnoch     | 10         | 0          | 0           | 0          | -        | -        | -           | -          | 1                 | 0                 | 1                 | 0                 | 11       | 0      | 1           | 0          |
| V. Silva       | 1          | 0          | 0           | 0          | 1        | 0        | 0           | 0          | -                 | -                 | -                 | -                 | 2        | 0      | 0           | 0          |
| D. Ziebig      | 29         | 0          | 8           | 1          | 1        | 0        | 1           | 0          | 2                 | 0                 | 1                 | 0                 | 32       | 0      | 10          | 1          |
| S. Angelov     | 26         | 2          | 6           | 0          | 1        | 0        | 0           | 0          | 3                 | 0                 | 0                 | 0                 | 30       | 2      | 6           | 0          |
| M. Kukiełka    | 25         | 0          | 4           | 0          | 1        | 0        | 0           | 0          | 2                 | 0                 | 0                 | 0                 | 28       | 0      | 4           | 0          |
| M. Kurth       | 8          | 0          | 2           | 0          | 2        | 0        | 0           | 0          | -                 | -                 | -                 | -                 | 10       | 0      | 2           | 0          |
| M. Lerchl      | -          | -          | -           | -          | -        | -        | -           | -          | -                 | -                 | -                 | -                 | -        | -      | -           | -          |
| C. Müller      | -          | -          | -           | -          | -        | -        | -           | -          | -                 | -                 | -                 | -                 | -        | -      | -           | -          |
| S. Rivić       | 15         | 1          | 3           | 0          | 2        | 0        | 0           | 0          | -                 | -                 | -                 | -                 | 17       | 1      | 3           | 0          |
| T. Rost        | 32         | 0          | 8           | 0          | 2        | 0        | 0           | 0          | 3                 | 0                 | 1                 | 0                 | 37       | 0      | 9           | 0          |
| J. Shao        | 7          | 1          | 0           | 0          | 2        | 0        | 0           | 0          | -                 | -                 | -                 | -                 | 9        | 1      | 0           | 0          |
| E. Skela       | 31         | 2          | 2           | 0          | 2        | 0        | 0           | 0          | 3                 | 3                 | 0                 | 0                 | 36       | 5      | 2           | 0          |
| D. Sørensen    | 29         | 2          | 5           | 0          | 1        | 0        | 0           | 0          | 3                 | 0                 | 0                 | 0                 | 33       | 2      | 5           | 0          |
| D. Vasiljević  | 12         | 0          | 4           | 0          | -        | -        | -           | -          | 1                 | 0                 | 0                 | 0                 | 13       | 0      | 4           | 0          |
| Adi            | 1          | 0          | 0           | 0          | -        | -        | -           | -          | -                 | -                 | -                 | -                 | 1        | 0      | 0           | 0          |
| F. Bittencourt | -          | -          | -           | -          | -        | -        | -           | -          | -                 | -                 | -                 | -                 | -        | -      | -           | -          |
| I. Iliev       | 27         | 3          | 1           | 0          | 1        | 0        | 0           | 0          | 2                 | 0                 | 0                 | 0                 | 30       | 3      | 1           | 0          |
| B. Jelić       | 21         | 3          | 0           | 0          | -        | -        | -           | -          | 2                 | 1                 | 0                 | 0                 | 23       | 4      | 0           | 0          |
| E. Jula        | 27         | 4          | 2           | 0          | 1        | 0        | 0           | 0          | 2                 | 0                 | 0                 | 0                 | 30       | 4      | 2           | 0          |
| N. Petersen    | 1          | 0          | 0           | 0          | 1        | 0        | 0           | 0          | -                 | -                 | -                 | -                 | 2        | 0      | 0           | 0          |
| D. Rangelov    | 27         | 9          | 3           | 1          | -        | -        | -           | -          | 3                 | 3                 | 1                 | 0                 | 30       | 12     | 4           | 1          |
| M. Zimmermann  | -          | -          | -           | -          | -        | -        | -           | -          | -                 | -                 | -                 | -                 | -        | -      | -           | -          |
| I. Mitreski    | 4          | 0          | 0           | 1          | -        | -        | -           | -          | 2                 | 0                 | 1                 | 0                 | 6        | 0      | 1           | 1          |